# Karel Drzni
Karel Burgundski Drzni, vojvoda Burgundije, * 10. november 1433, Dijon, † 5. januar 1477, pri Nancyju.
Vladal je od 1467. Prizadeval si je za samostojnost in celovitost burgundske države, ki jo je želel povzdigniti v kraljevino. Moderniziral je upravo in vojsko. Nova ozemlja je pridobival tako vneto, da so se sosedje združili proti njemu. V boju je padel, ne da bi zapustil moškega potomca.

## Grof de Charolais (do 1467)
V mladosti je nosil naslov grof de Charolais. Pokazal je veliko nadarjenost za študij in vojaške veščine. Občudoval je očeta Filipa Dobrega in kmalu vsrkal njegovo željo po oblikovanju močne države. Temu namenu sta bili prilagojeni tudi prvi dve poroki, ki pa mu nista prinesli moškega potomca.
Doma je Karel spoznal svojega kasnejšega nasprotnika, francoskega prestolonaslednika Ludvika, ki je, skregan z očetom, pet let preživel na burgundskem dvoru. V tistem času si nista bila sovražna. Ko pa je Ludvik 1461 nasledil očeta kot Ludvik XI. Francoski, je začel voditi plemstvu nenaklonjeno centralno državno politiko. Od Filipa Dobrega je začel nazaj kupovati ozemlja ob reki Somi, kar pa je bilo v nasprotju s Karlovimi načrti o mogočni burgundski državi. Zato se je, potem ko mu je v aprilu 1465 oče zaradi bolezni prepustil vladarske posle, pridružil "Ligi splošne blaginje" (Ligue du Bien public), ki  so jo ustanovili plemiči v uporu proti kraljevi politiki, in postal eden od njenih vodij. Odtlej sta se je z Ludvikom neprestano bojevala, prevarantsko in kruto do prebivalstva: Ludvik je z vsemi sredstvi poskušal Karlu izpodbiti samostojnost Burgundije, ki jo je Karlov oče izsilil od Ludvikovega očeta, Karel pa je neodvisnost branil in skušal z novimi osvojitvami svojo državo strniti v povezano ozemlje.
Napetosti so se tako zaostrile, da je julija 1465 prišlo pri  Montlhéryju do oboroženega spopada-pokola brez odločitve. V pogodbi iz Conflansa, ki je sledila, je poskušal Ludvik zakrpati razdor in istočasno spreti plemstvo med seboj, tako da je ene nagradil, druge pa kaznoval. Karel je tedaj dobil ozemlja ob Somi nazaj. 
Mir pa ni trajal dolgo. Z Ludvikovo podporo so 1466 izbruhnili upori na ozemlju škofije Liege (kjer je bil knezoškof Karlov svak).  Karel je izvedel masaker in požig mesta Dinant (kjer so prejšnje poletje javno sramotili njegovo podobo) in se začasno pogodil s prebivalci Liega.

## Oblikovanje države
Po očetovi smrti 1467  so nemiri v Liegu ponovno izbruhnili. Tokrat je Karel mesto zavzel, porušil obzidje in mestu odvzel nekatere privilegije. Prestrašen nad divjostjo novega vojvode se je Ludvik želel pogajati in pri tem lahkomiselno prišel na Karlovo ozemlje v mesto Péronne. Karel je izsilil izločitev francoskega dela Flandrije (Gent, Brugge, Ieper) iz pristojnosti francoskega parlamenta. Med pogajanji je upor spet izbruhnil. To pot je Karel mesto masakriral in prisilil Ludvika, sedaj ujetnika, da je prisostvoval kaznovanju meščanov. 
1468 se je Karel povezal z Anglijo in poročil s sestro angleškega kralja Edvarda IV. Ta je oktobra 1470 pribežal na burgundski dvor skupaj z mnogimi svojimi pristaši, potem ko ga je (prej odstavljeni) kralj Henrik VI. vrgel s prestola. Že naslednjega marca se je Edvard z burgundsko pomočjo vrnil na angleški prestol. 
Ludvik je Karla obtožil izdaje in zahteval, da se pojavi pred pariškim parlamentom. 1471 mu je spet zasegel nekatera mesta ob Somi. Karel se mu je maščeval z vdorom v Île-de-France in opustošil deželo vse do Rouena, ni pa mu uspelo zavzeti mesta Beauvais. Odločil se je, da bo tu nadaljeval kasneje s pomočjo svaka Edvarda IV. in se je posvetil dogajanjem na vzhodni meji Burgundije.
Ozemlja na vzhodu so spadala v Sveto rimsko cesarstvo in bila fevdi cesarstva.
Na jugovzhodu je Karel dobil 1469 od Sigismunda Avstrijskega (v zastavo za posojilo) habsburške posesti ob zgornjem Renu (Zgornja Alzacija, Breisgau). 
1472-73 je z vojsko pomagal ostarelemu vojvodi Arnoldu von Egmond, ki se mu je uprl sin, in si zagotovil nasledstvo vojvodine Gelderland. Za povezavo severnih burgundskih ozemelj z južnimi mu je manjkala le še Lotaringija vojvode Reneja II. Njegov cilj je bil razširiti svojo vladavino vse do   Rena in jo povzdigniti v kraljevino.
V novembru 1473 je v Trieru organiziral srečanje s cesarjem Friderikom III., kjer so se pogovarjali o poroki Karlove hčerke Marije s cesarjevim sinom Maksimilijanom. V zameno je Karel zahteval kronanje za kralja Burgundije. Karel je na srečanje prišel že pripravljen za kronanje, v zlati opremi, s telesno stražo 250 mož in vojsko 6000 mož, kar je močno presegalo spremstvo cesarja in njegovega sina. Cesar mu je potrdil vazalstvo v Gelderlandu, pri dogovarjanju o kronanju pa je prišlo do nesoglasij. Tudi trije prisotni volilni knezi niso hoteli podpreti kupčije in cesar je nenadoma brez pojasnila zapustil mesto. Kronanje se je Karlu izmuznilo iz rok.
Odtlej je šlo Karlu vse narobe. Prvi neuspeh je doživel, ko je v podporo kölnskemu knezoškofu Ruprechtu von Pfalz (od katerega je imel obljubljeno namestništvo) 10 mesecev (julij 1474 - junij 1475) oblegal mesto Neuss. Cesar je ocenil obleganje kot grožnjo cesarstvu in je končno poslal oblegancem pomoč. Karel se je moral umakniti.
V avgustu 1475 se je pustil Edvard IV., ki bi moral Karlu pomagati v Normandiji, za velike denarje podkupiti od Ludvika XI., se odrekel zavezništvu s Karlom in zaustavil že začeto invazijo v Francijo. Ludvik pa je Karlu mešal štrene tudi na vzhodu.
Rene II. Lotaringijski iz rodu Anžujcev  je bil potomec Ivana II. Dobrega tako kot Karel in Ludvik, ki sta ga oba poskušala pridobiti vsak na svojo stran. Rene se je najprej dogovarjal s Karlom, ko pa je ta začel nameščati svojo vojsko v Lotaringiji, se je 1474 na skrivaj povezal z Ludvikom. V odgovor je Karel jeseni 1475 zavzel Lotaringijo in konec novembra se je moral Rene umakniti iz   Nancyja.
Tedaj so se Karlovi sosedje ustrašili Karlove agresivnosti. Alzaška mesta, škofija Basel, švicarska "večna zveza", vojvoda Sigismund Avstrijski in Rene Lotaringijski so se vojaško povezali. Zbrali so denar za Sigismundov dolg, a Karel zastavljenega ozemlja ni hotel vrniti. Sledila je vrsta spopadov, ki jih poznamo tudi kot burgundske vojne (1474-77), v kateri so bili najmočnejši Karlovi nasprotniki švicarski vojaki. 1476 so mu zadali dva huda poraza. V marcu je Karel skupaj s savojskimi zavezniki prišel pred Grandson ob Neuchatejskem jezeru, kjer so Švicarji njegovo številčnejšo in bolje oboroženo vojsko presenetili in jo porazili, da je sam komaj pobegnil. Spet je zbral kakih 20.000 mož in se napotil proti Bernu, ki je bil najmočnejši nasprotnik. V juniju je oblegal Murten, ko so ga Švicarji skupaj z  Renejem Lotaringijskim presenetili z napadom. Spet mu ni pomagala tehnična premoč njegove vojske, ki je utrpela velike izgube. Savoja se je po tem porazu umaknila iz vojne.
Jeseni istega leta je v Lotaringiji izbruhnil upor proti okupacijski burgundski oblasti. Rene je oblegal Nancy in Karel je zbral 10-15.000 mož in odhitel na pomoč. Nekaj dni preden je prispela burgundska pomoč, je Nancy padel. Čeprav je bila zima pred vrati in so mu vojaški poveljniki odsvetovali, je Karel 22. oktobra začel oblegati Nancy. 5. januarja 1477 so prišli Reneju na pomoč švicarski najemniki in pred vrati mesta je prišlo do bitke-pokola, v kateri je Karel padel. Njegovo zmrznjeno in od volkov zgrizeno truplo so našli dva dni kasneje, brez opreme, ki so jo kot trofeje odnesli zmagovalci. Karlov šlem so poslali Ludviku XI.

## Državna uprava in vojska
Karel se ne bi mogel toliko bojevati, če ne bi od vsega začetka poskrbel za nadzor nad upravo in pobiranjem davkov. V severnih burgundskih deželah, ki so mu prinašale največ dohodkov, je ustanovi centralno upravno enoto, parlament in sodišče v mestu Mechelen. Pristojnosti za ostale burgundske dežele so imeli parlamenti v mestih Beaune, Saint-Laurent-lès-Chalon in Dole.
Reorganiziral je vojsko. Obdržal je fevdalni način nabora vojakov, enote pa je okrepil z najemniki, predvsem angleškimi in italijanskimi. V službo je sprejel mnoge italijanske najemniške poveljnike. Veliko pozornosti je posvečal topništvu. Zlasti od 1471, ko se je ponovno znašel v bojevanju z Ludvikom XI., si je prizadeval ustanoviti stalne najemniške vojaške enote, hierarhično organizirane v čete.
Prvotno je po očetovem zgledu nadaljeval z razkošjem na dvoru. Zlasti so bile poznane bogate tapiserije, ki jih je dal izdelovati ob vsakršnih priložnostih. S časom pa je tudi dvornim službam vse bolj dodeljeval vojaške funkcije in dvor po vojaško organiziral.

## Karlova dediščina
Devetnajstletna Karlova hči Marija je postala najbogatejša dedinja Evrope. Čeprav je bila poroka z Maksimilijanom Habsburškim dogovorjena že maja 1476, se je sedaj pojavil kot ženin še prvi sin Ludvika XI. Na pogajanjih je Marijo zastopala mačeha Izabela Yorška. Ludvik XI. si je pokvaril pogajalsko izhodišče, ko je takoj po Karlovi smrti zavzel vse nekdanje francoske pokrajine, vključno grofijo Burgundijo. Pogajanja so prekinili in avgusta 1477 sta se Marija in Maksimilijan poročila.
Takoj po poroki sta se Ludvik XI. in Maksimilijan začela bojevati za Karlova ozemlja. Do leta 1493 so Franciji pripadle vojvodina Burgundija in grofije Ponthieu, Boulogne, Vermandois in Mâcon. Maksimilijan je dobil grofiji Flandrijo in  Artois ter ostala ozemlja, ki danes pripadajo Belgiji in Nizozemski, in tudi svobodno grofijo Burgundijo. Grofija Charolais je bila dediščina Marije in je po njeni smrti pripadla mladoletnemu sinu Filipu Lepemu, ostala pa je še naprej francoski fevd. Karlovo ime je dobil sin Filipa Lepega, bodoči cesar Karel V.

## Družina
Po določilih iz pogodbe v Arrasu se je smel Karel poročiti le s francosko princeso. Karlova starša, Filip III. Dobri (*1396, †1467) in Izabela Portugalska (*1397, †1471), sta sedemletnega Karla poročila s Katarino de Valois (*1428, †1446), dvanajstletno hčerko Karla VII. Francoskega. Umrla je brez potomstva.
Za drugo ženo mu je oče  izbral svojo nečakinjo Izabelo Burbonsko (*1437, †1465), ki je bila tudi sestrična francoskega kralja. Z njo se je poročil 1454. Njun edini otrok je bila
- Marija (*1457, †1482)  ∞ (1477) Maksimilijan I. Habsburški, cesar Svetega rimskega cesarstva.

Po smrti druge žene je Ludvik XI. Karlu ponujal svojo hčer Ano z grofijama  Champagne in Ponthieu za doto. A ko je 1467 umrl Karlov oče, se Karel ni več čutil zavezanega pogodbi iz Arrasa. Odločil se je za zvezo z Anglijo in se je 1468 poročil z Margareto Yorško (*1446, †1503), sestro angleškega kralja Edvarda IV. Ludvik je poskušal poroko na vse načine preprečiti, celo tako, da je poslal ladje, ki naj bi jo prestregle ob prehodu čez Dovrska vrata. Tudi ta zakon ni prinesel potomcev. Je pa Margareta ljubeče skrbela za pastorko Marijo in po njeni smrti tudi za Marijina otroka.